# Мессия (фильм, 2007)
Месих (перс. مسیح‎), чаще и официально называемый Мессией, но также упоминается как «Иисус», Благая весть о Спасителе (перс. بِشارت مُنجی‎), Иисус, Дух Божий — фильм 2007 года Исламской Республики Иран, режиссёра Надер Талебзаде (1953—2022), изображающий жизнь Иисуса Христа с исламской точки зрения, основанный не только на канонических Евангелиях, но и на Коране и даже апокрифическом Евангелии от Варнавы. Последнее соответствует исламской интерпретации истоков христианства. Иранский актёр Ахмад Сулеймани Ниа играет роль Иисуса. Некоторые исламские организации ссылаются на фильм в поддержку исламского взгляда на Иисуса.
Талебзаде сказал о «Страстях Христовых»: «Фильм Гибсона – очень хороший фильм. Я имею в виду, что это хорошо снятый фильм, но история неправильная». В фильме есть две концовки: одна из христианской Библии и одна из Корана.
Это двухчасовой художественный фильм, а также телесериал, снятый для иранского телевидения.

## В ролях
- Ахмад Сулеймани Ниа — Иисус
- Валиолла Момени[англ.]
- Ахмад Наджафи
- Фатхали Овеиси[англ.]
- Мортеза Зараби — Иуда Искариот

## Съёмочная группа
- Оператор-постановщик: Садех Мианджи
- Звукорежиссёр: Саид Джалаль Хосейни
- Художник-постановщик и костюмер: Ахмад Солеймани-Ниа
- Визажист: Мортеза Зарраби
- Исполнительный продюсер: Абдолла Саиди
- Фотограф: Саид Сурати
- Музыка: Лорис Чкнаворян

## Сериал
Фильм был адаптирован как телесериал и показан по иранскому телевидению. Журнал Variety заявил, что «с участием более 1000 актёров и статистов это один из крупнейших фильмов, когда-либо созданных в Иране. Более длинная версия фильма выйдет в эфир в виде 20 серий по 45 минут после того, как выйдет киноверсия». Сериал дублируется на многие языки, в том числе на арабский, для показа на арабских телеканалах.
Показ сериала по фильму двумя ливанскими телеканалами «Аль-Манар» и «Национальная радиовещательная сеть» во время священного месяца Рамадан был приостановлен после трансляции первого же эпизода, поскольку христианские религиозные власти в стране потребовали приостановить вещание, потому что многие изображения в фильме противоречат традиционным представлениям христианской церкви об Иисусе Христе. Это были запланированные передачи в виде сериала, адаптированного для телевидения, дублированного на арабский язык и показанного на многих арабских телеканалах во время Рамадана. В фильме Иисус изображен как пророк, а не как Сын Божий, и утверждается, что он не был распят, а вместо него был распят кто-то другой. Биографический фильм Талебзаде показывает, что вместо Иисуса распинают Иуду Искариота. Многие христиане верят, что Иисус — Сын Божий и, следовательно, часть Святой Троицы, и что он умер путём распятия, чтобы совершить спасение человечества, прежде чем воскреснуть и вознестись на небеса.

## Награды и фестивали
Фильм был показан на кинофестивале в Филадельфии. Кинофестиваль «Религия сегодня» в Италии в 2007 году присудил фильму награду за содействие межконфессиональному взаимопониманию.